# CI-988
CI-988 (PD-134,308) je lek koji deluje kao holecistokininski antagonist, selektivan za  tip. U životinjskim studijama on je manifestovao anksiolitsko dejstvo kao i pojačanje analgetskog dejstva morfina i endogenih opioidnih peptida, sprečavanje razvoja tolerancije na opioide i umanjenje simptoma povlačenja. Konsekventno smatralo se da on možda može da nađe kliničku primenu u lečenju bola i anksioznosti kod ljudi, ali su rezultati kliničkih ispitivanja bili razočaravajući. Samo su minimalni terapeutski efekti primećeni čak i na visokim dozama. Razlozi za neuspeh CI-988-a i drugih  antagonista na ljudima uprkos pozitivnih rezultata na životinjama nisu jasni. Slabe farmakokinetičke osobine su moguće objašnjenje, tako da se  antagonisti još uvek istražuju kao mogući pomoćni lekovi za pojačanje dejstva drugih lekova.

## Spoljašnje veze
|  | Molimo Vas, obratite pažnju na važno upozorenje u vezi sa temama iz oblasti medicine (zdravlja). |